# エイラート

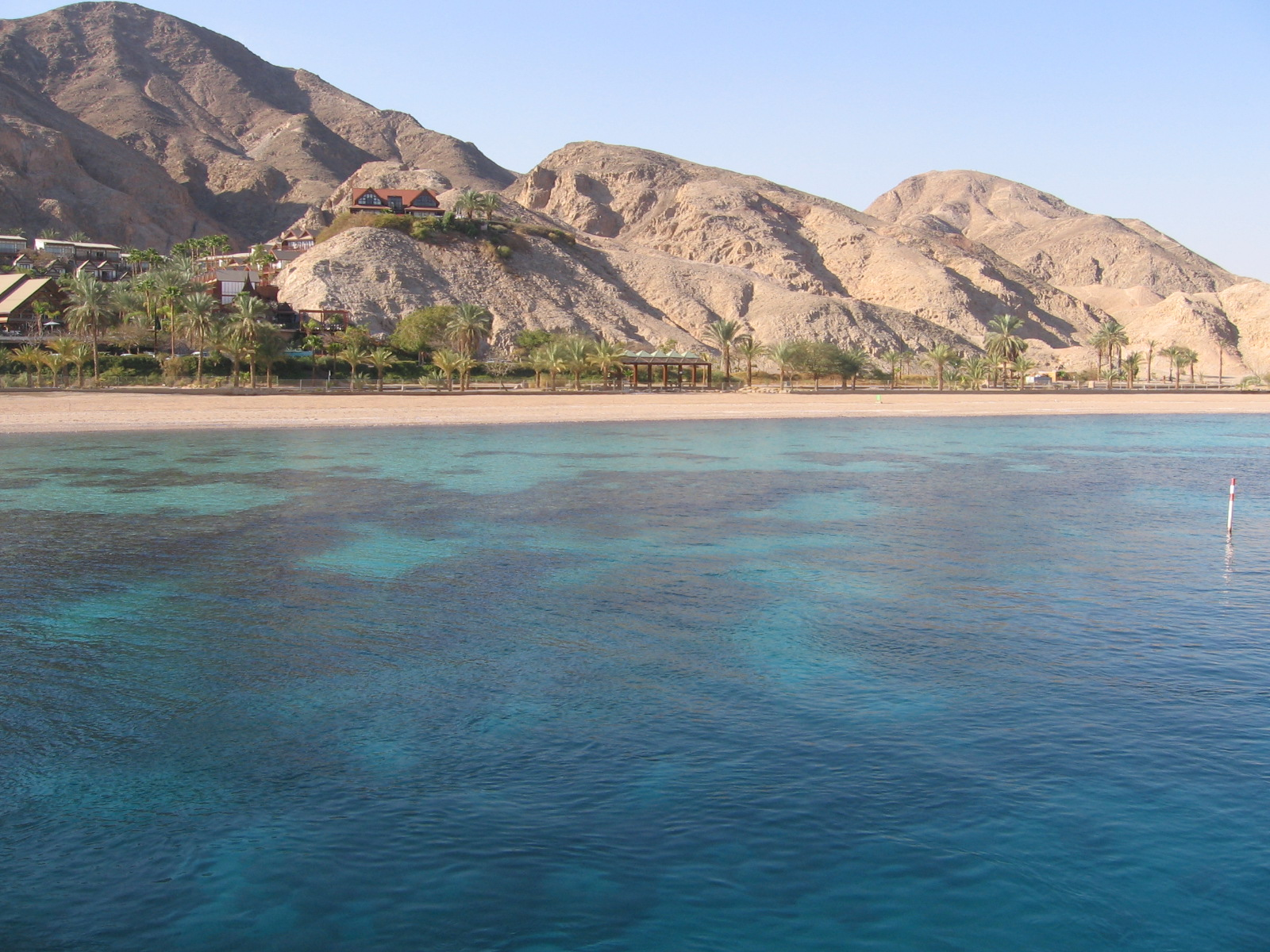
エイラートの近郊

エイラート（ヘブライ語:  אֵילַת, Elath、英語: Eilat）は、イスラエル南部地区にある国内最南端に位置する都市。エーラト、エイラットと表記されることもある。

## 概要
紅海の北・アカバ湾に臨むイスラエル最南端の港湾都市。人口は約5万人。東隣にヨルダン王国のエル・アカバ（El‐Aqaba）、西隣にはエジプトのタバがある。互いに僅か数十kmしか離れていないこの3都市全てに空港が存在する。
ネゲヴ砂漠に隣接しているため、気候は暑く乾燥している。夏は35℃を越え、冬でも25℃など、イスラエルの中でも特に暑い。
また、エイラートはイスラエルの中で、唯一、紅海・アカバ湾に面している港町であるため、その戦略的な重要性は高い。1979年にエジプトと和平条約を結ぶまで、イスラエルの艦船はスエズ運河を通航することができなかったために、インド洋方面への重要な通商路となっていた。
なお、1985年には、自由貿易地帯に指定された。
2023年パレスチナ・イスラエル戦争開始当初は、市域がパレスチナ自治区と接していないため、特段の軍事行動は見られなかった。
しかし、2024年2月20日、パレスチナのハマースを支持するイエメンのフーシ派は、エイラートの施設も標的にすると表明した。

## 気候

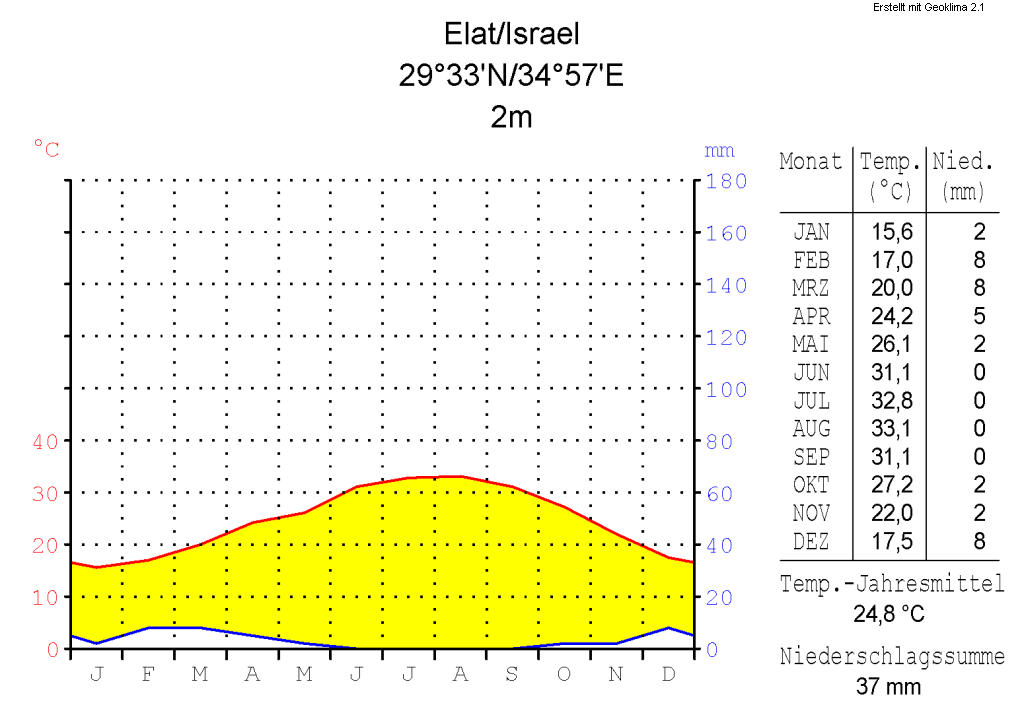
エイラートの年間気温

## 産業

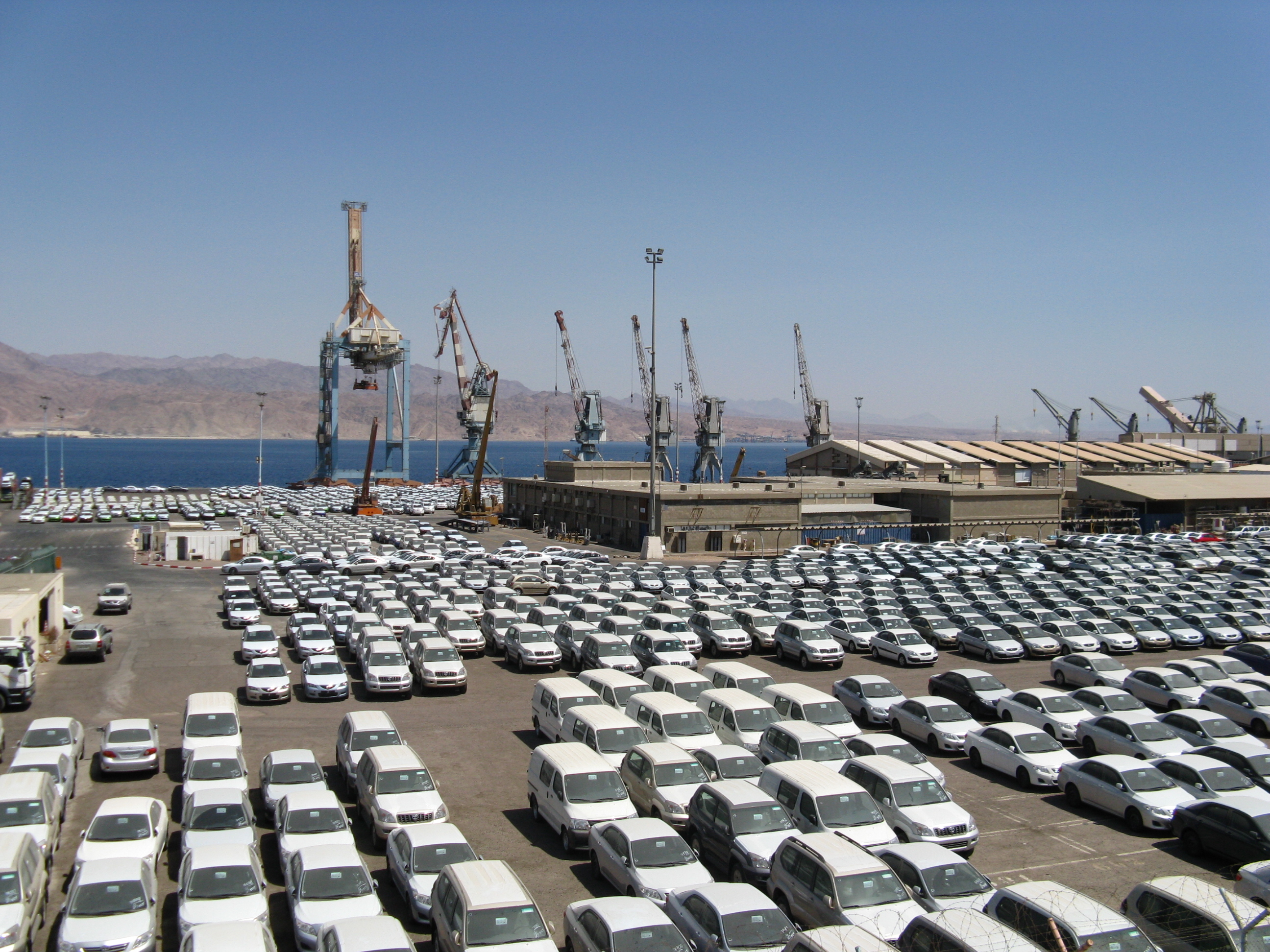
エイラート港

## 交通

### 空港
- エイラート空港 - エイラート市内の空港、2019年閉鎖。
- オブダ国際空港 - エイラート市の北60kmの空港、滑走路が長く大型機の発着可能。
- ラモン空港 - 2019年開業の新空港。

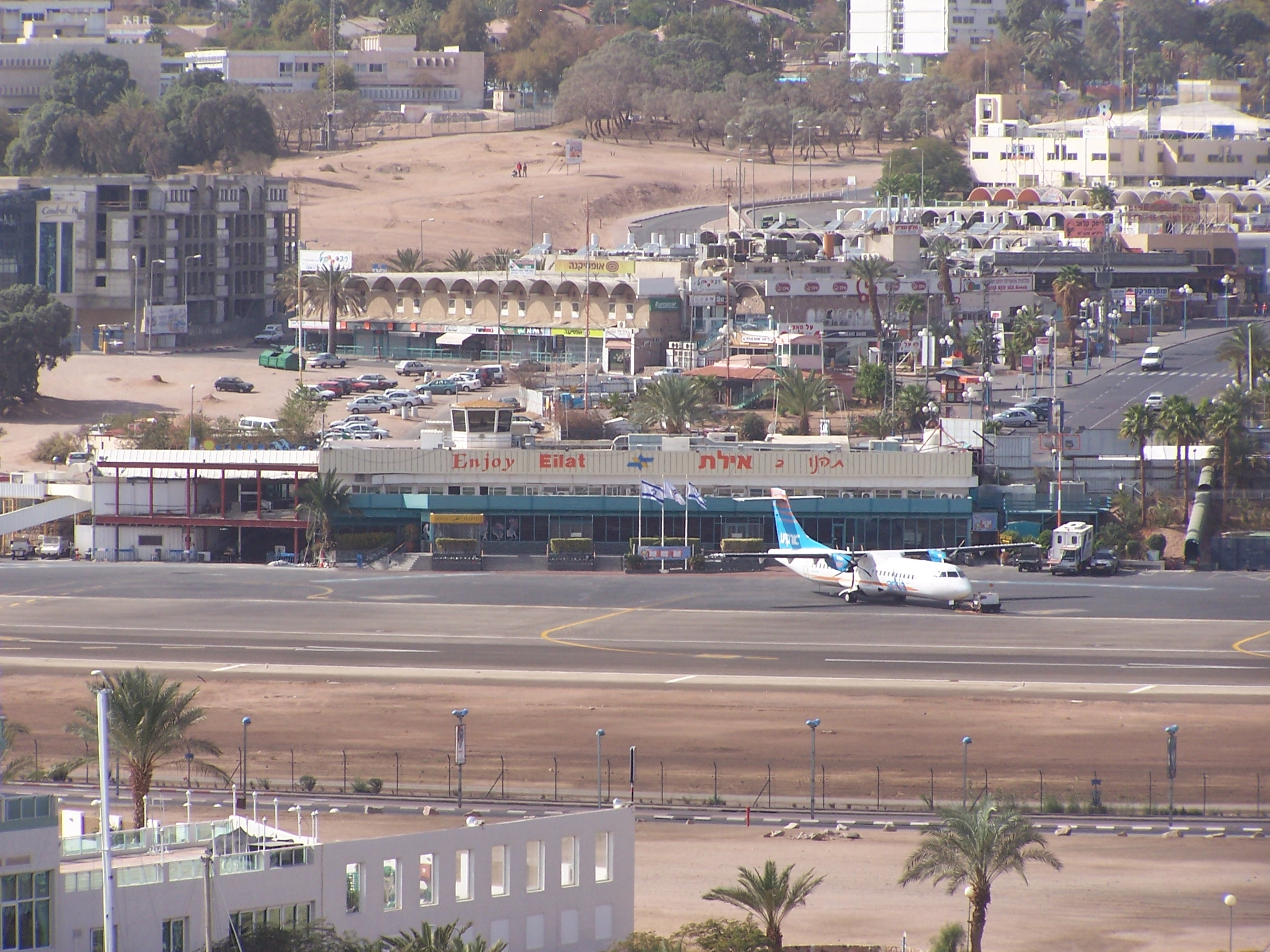
エイラート空港
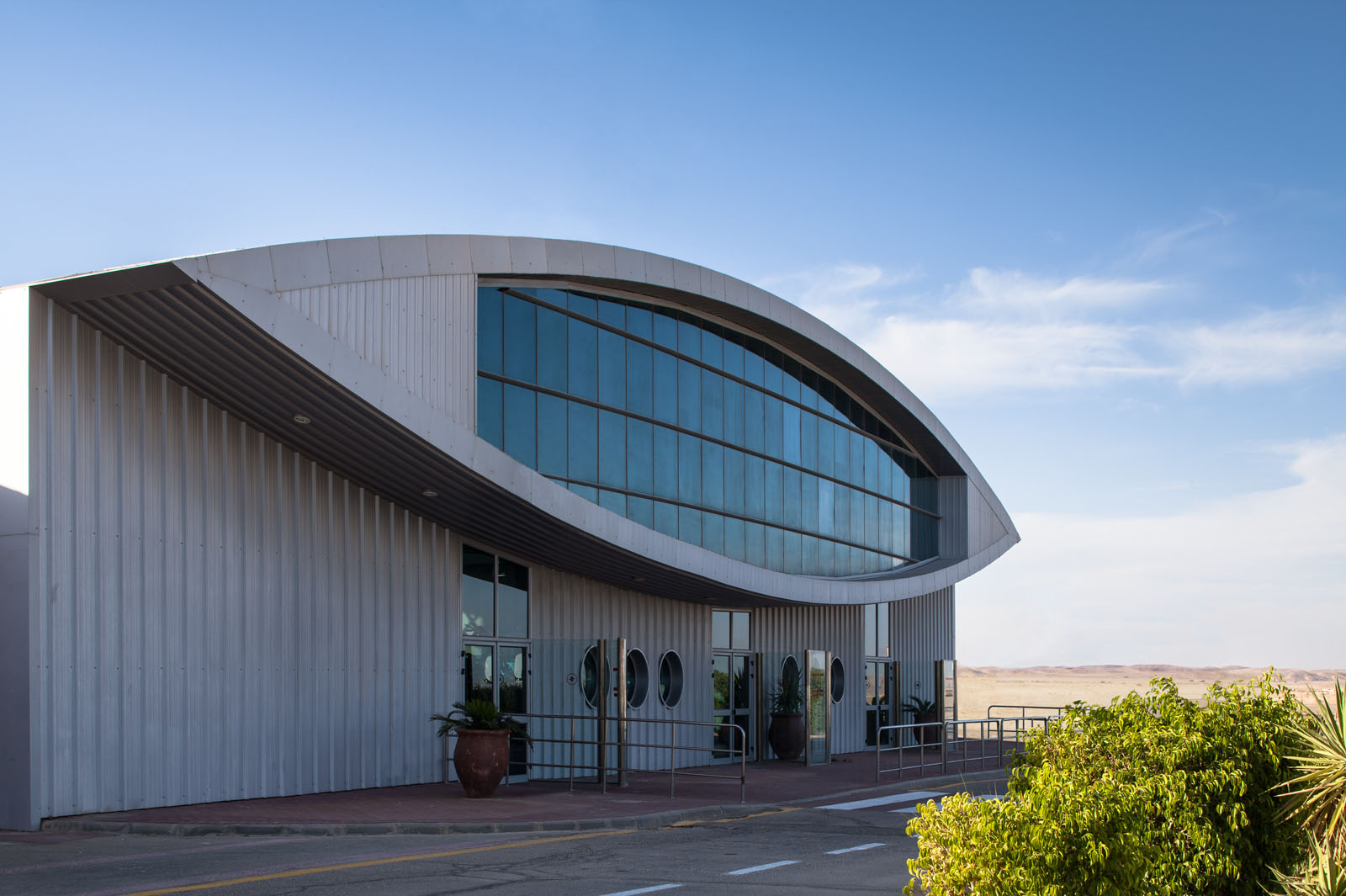
オブダ国際空港

## 観光
数多くのホテルがあるほか、各種のアトラクションやダイビングスポットがある。

### 観光スポット
- キングスシティ - ホテルエリアにある、聖書に関するテーマパーク。
- コーラルワールド水中展望台 - 海中に展望室がある。
- アイマックス - 三次元グラフィックスの映画館。
- アイスパーク - 氷と雪の公園。2011年にオープン予定。

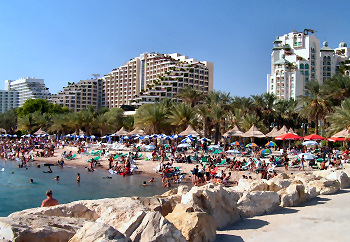
エイラートのビーチ

## 友好都市
- ロサンゼルス（アメリカ合衆国）
- アンティーブ (フランス共和国)
- ピエシュチャニ（スロバキア）
- ショプロン（ハンガリー）
- ダーバン（南アフリカ共和国）